# Мемориал подводной лодки Дакар
Мемориал подводной лодки Дакар (ивр. אנדרטת הצוללת אח"י דקר‎ — INS Dakar memorial) — мемориал, посвященный 69 солдатам израильских ВМС, погибшим на подводной лодке Дакар в Средиземном море в 1969 году. Обломки подводной лодки были найдены только в 1999 году.
Mемориал расположен в «Саду пропавших без вести» на горе Герцля в Иерусалиме.

## Галерея

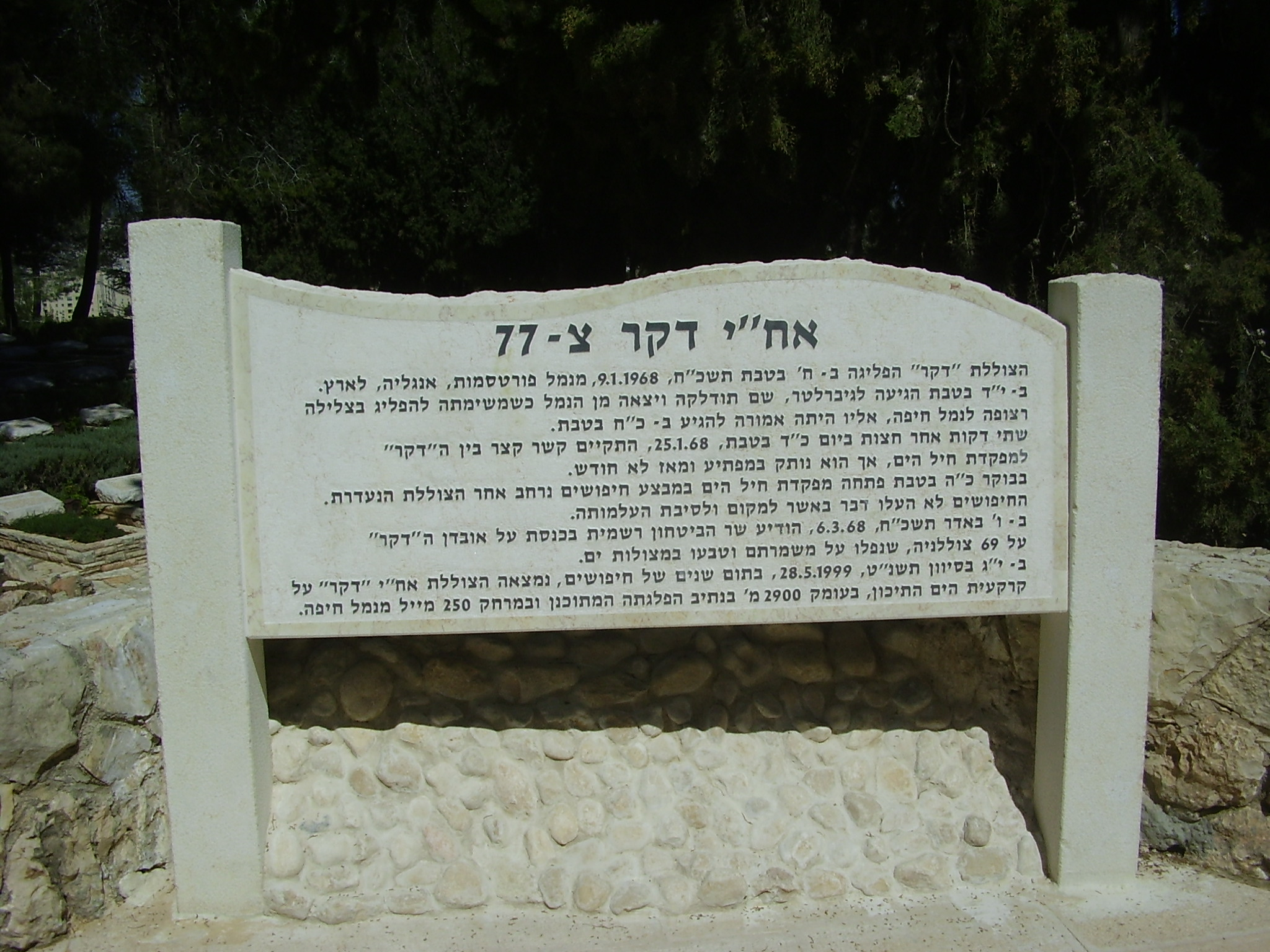
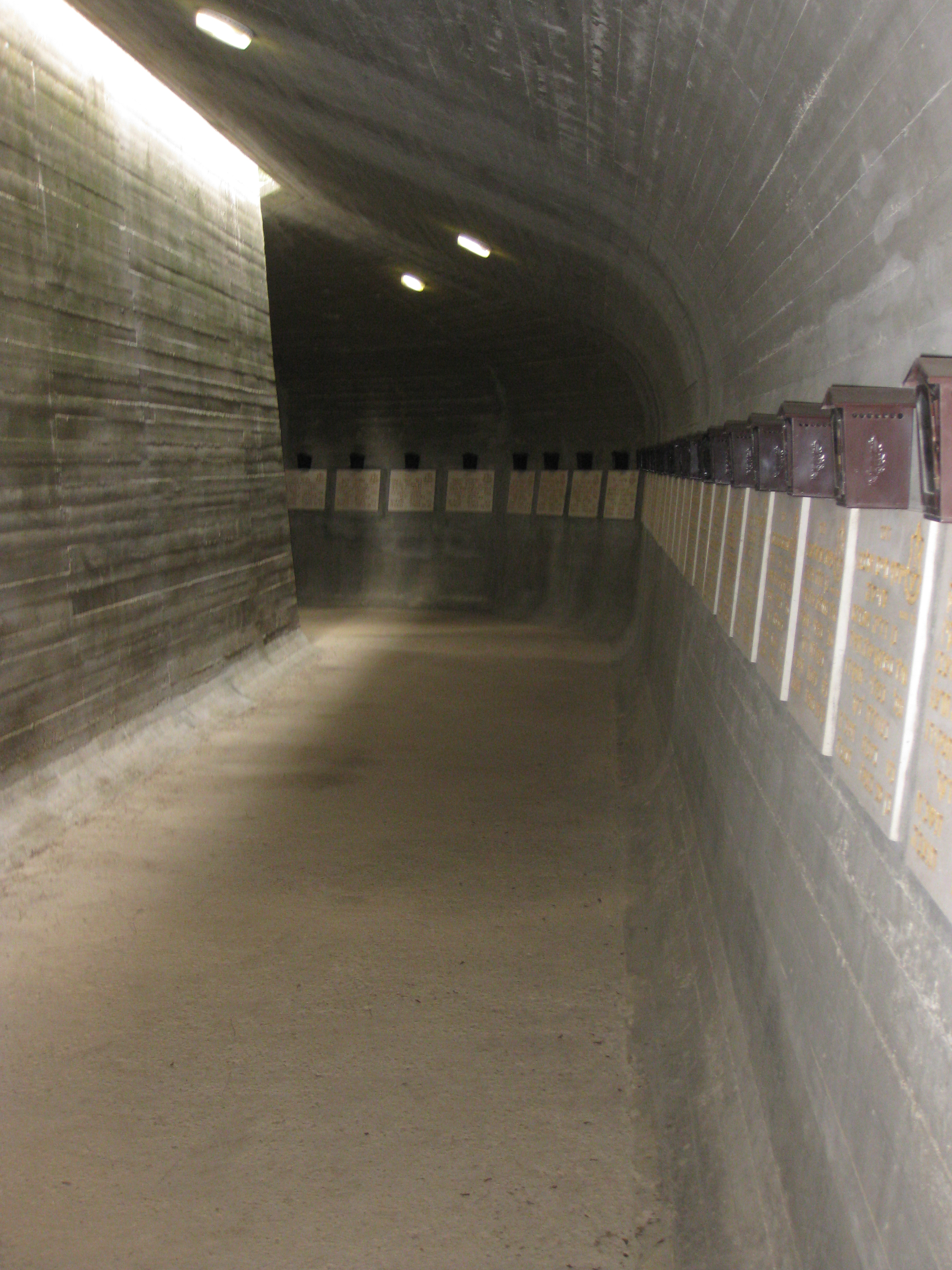
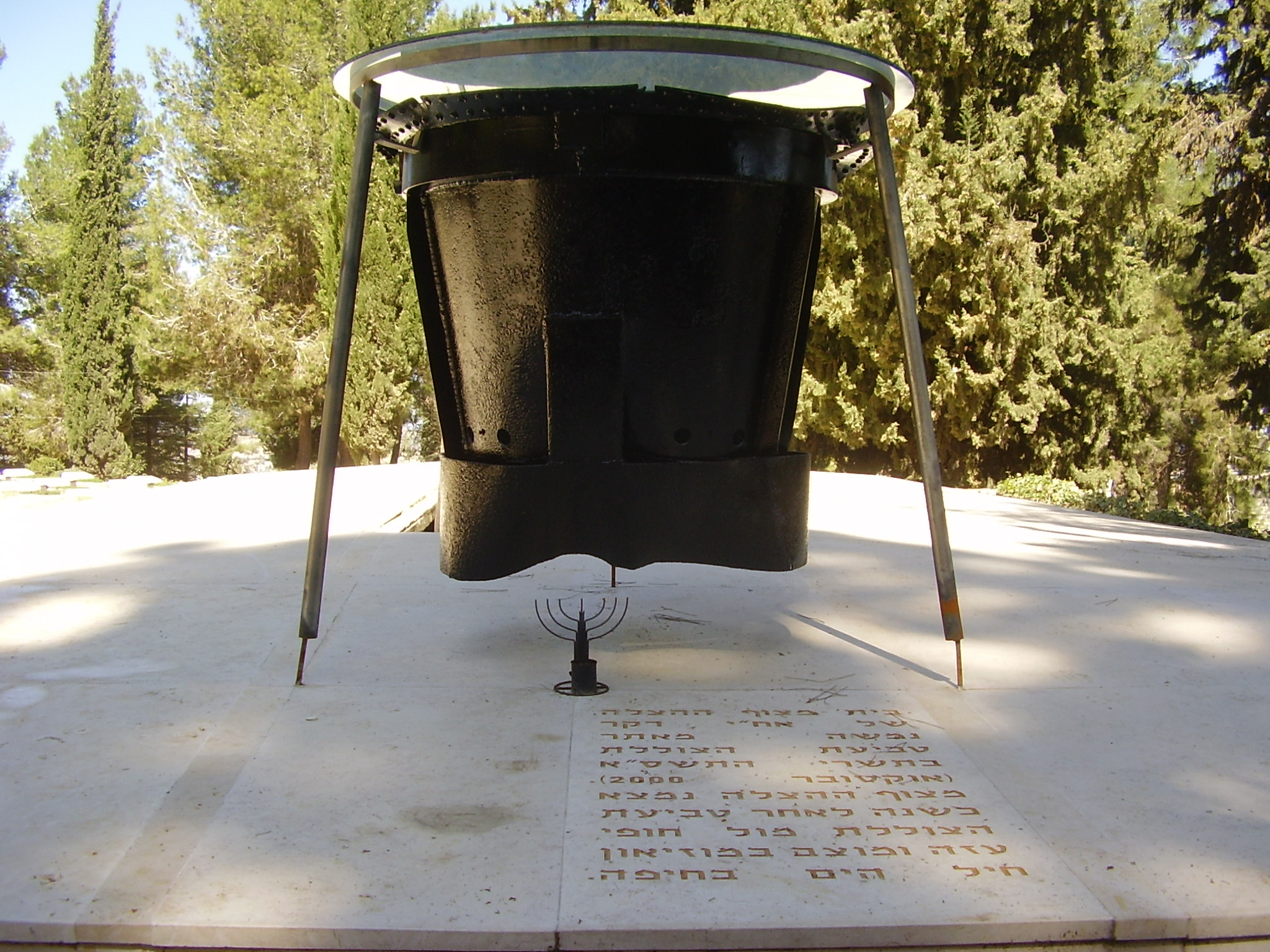